# Burcu Biricik
Burcu Biricik (Elmalı, 4 de mayo de 1989) es una actriz turca. Cuenta con ascendencia Yörük, un subgrupo étnico de los pueblos túrquicos. Entre otros reconocimientos, obtuvo el premio a la mejor actriz protagónica en el Festival de Cine Turco de Mannheim.

## Primeros años y estudios
Biricik nació el 4 de mayo de 1989 en Antalya. En 2006, en el certamen de belleza de Miss Mediterránea celebrado en Antalya, fue escogida como la mujer más bella de Akdeniz. Tras participar exitosamente en un festival de teatro, decidió convertirse en actriz. Luego de graduarse y obtener un grado en arqueología de la Universidad del Egeo, se inscribió en un curso de actuación en el Teatro Municipal de Bornova. Biricik empezó su carrera como actriz justamente en producciones del mencionado teatro. Allí figuró en obras teatrales de renombre como İkinin Biri, Yaşlı Hanımın Ziyareti, Gözlerimi Kaparım, Vazifemi Yaparım y Yedi Kocalı Hürmüz.
En 2007 fue escogida para integrar el reparto de la serie del canal Show TV Maçolar, convirtiéndose en su primera aparición en la televisión del país turco. A partir de entonces, ha actuado en una veintena de producciones para cine y televisión en su país.

## Filmografía
| Cine       | Cine                   | Cine                 | Cine             |
| Año        | Título                 | Papel                | Notas            |
| ---------- | ---------------------- | -------------------- | ---------------- |
| 2013       | Kedi Özledi            | Lale                 |                  |
| 2013       | İnanç Odası            | Kurban               |                  |
| 2014       | Bana Masal Anlatma     | Ezgi                 |                  |
| 2015       | Toprak'ın Günlüğü      | Toprak               | Cortometraje     |
| 2016       | Çok Uzak Fazla Yakın   | Aslı                 |                  |
| 2017       | Herşey Seninle Güzel   |                      |                  |
| 2019       | Çiçero                 |                      |                  |
| 2020       | Feride                 |                      | Supporting role  |
| 2020       | İnsanlar İkiye Ayrılır | Duygu                | Leading role     |
| Televisión |                        |                      |                  |
| Año        | Título                 | Papel                | Notas            |
| 2006       | Maçolar                | Secretary            |                  |
| 2006       | Ümit Milli             |                      |                  |
| 2011       | Muhteşem Yüzyıl        | Hürrem's new servant |                  |
| 2011       | Ustura Kemal           |                      |                  |
| 2012       | Düşman Kardeşler       | Derya                |                  |
| 2013–2014  | Beni Böyle Sev         | Seda                 |                  |
| 2014       | Şeref Meselesi         | Kübra Güngör         |                  |
| 2015–2017  | Hayat Şarkısı          | Hülya Çamoğlu Cevher |                  |
| 2018       | 8. Gün                 | Bahar Yüksel         |                  |
| 2019       | Kuzgun                 | Dila Bilgin          |                  |
| 2020–2021  | Kırmızı Oda            | Boncuk               | Guest appearance |
| 2021       | Camdaki Kız            | Nalan Yılmaz         | Leading role     |
| 2021       | Fatma                  | Fatma Yılmaz         | Leading role     |